# ケリー伯爵 (アイルランド)
ケリー伯爵（英: Earl of Kerry）は、イギリスの伯爵位。アイルランド貴族。1723年に第21代ケリー男爵トマス・フィッツモーリスが叙位されたことに始まる。1818年に分家であるランズダウン侯爵家に継承され、以後はランズダウン侯爵の従属称号（英語: Subsidiary title）となっている。
フィッツモーリス家について、ジョージ・エドワード・コケインは出自は不明確としているが、バーナード・バークやジョン・デブレットは11世紀のノルマン人騎士オト・ドゥ・ウィンザーとウォルター・フィッツオト父子を祖としている。それによれば、ウォルターの孫ウィリアムが息子のレイモンドを連れてアイルランド島に渡り、レイモンドの息子モーリスがケリー県に領地を得たのだという。なお「モーリスの子」を意味する「フィッツモーリス」の家名は彼に由来する。
そのモーリスの息子トマス・フィッツモーリスが「ケリーおよびリックナウ男爵（Baron Kerry and Lixnaw）」の爵位を得たのが貴族としてのフィッツモーリス家の始まりとされるものの、この男爵位創設の時期も詳らかでない。ただし1489年にヘンリー7世が15人のアイルランド貴族をグリニッジへ召喚した際に、男爵としてはアセンリー男爵（英語: Baron Athenry）とキングセイル男爵（英語: Baron Kingsale）に次いで記されていることから、15世紀当時アイルランド貴族のうち3番目に古い男爵とされていたことがわかる。なお1615年に Lord Commissioners は「ケリー男爵はノルマン人のアイルランド侵攻（1172年）のころまで遡れるが、キングセイル男爵（1223年ごろ創設）の方がより古い」という裁定を下した。
初代ケリー男爵の14世孫にあたる第21代ケリー男爵トマス・フィッツモーリスは1723年1月17日にジョージ1世によってアイルランド貴族「クランモーリス子爵（Viscount Clanmaurice）」および「ケリー伯爵」に叙された。彼はアイルランド庶民院議員やアイルランド枢密顧問官を務めた政治家で、経済学者ウィリアム・ペティの娘アンと結婚した。二人の間に生まれた子供のうち、長男のウィリアムはケリー伯爵を継承、次男のジョンはペティに改姓して母方の財産を相続しさらにシェルバーン伯爵（アイルランド貴族）に叙された。ジョンの息子である第2代シェルバーン伯爵ウィリアムはイギリスの首相となり、退任後にランズダウン侯爵（グレートブリテン貴族）を授けられている。
第2代ケリー伯爵ウィリアムの一人息子で3代伯爵となったフランシスには息子がなかったため、1818年に彼が死去するとケリー伯爵位は初代ランズダウン侯爵の息子で第3代ランズダウン侯爵となっていたヘンリーによって継承された。襲爵にあたって彼は姓を「ペティ＝フィッツモーリス」へ改め、ランズダウン侯爵・ケリー伯爵・シェルバーン伯爵などの爵位はその子孫によって保持されている。侯爵は伯爵より上位の称号であるため以後当主が「ケリー伯爵」を称することはなくなったが、ランズダウン侯爵位の法定推定相続人は儀礼称号としてケリー伯爵とシェルバーン伯爵を交互に用いている。

## 一覧

### ケリーおよびリックナウ男爵 （1223年ごろ）
- トマス・フィッツモーリス (初代ケリー男爵) （1260年ごろ没）
- モーリス・フィッツトマス・フィッツモーリス (第2代ケリー男爵) （1303年没）
- ニコラス・フィッツモーリス (第3代ケリー男爵) （1324年没）
- モーリス・フィッツモーリス (第4代ケリー男爵) （1339年没）
- ジョン・フィッツモーリス (第5代ケリー男爵) （1348年没）
- モーリス・フィッツモーリス (第6代ケリー男爵) （1398年没）
- パトリック・フィッツモーリス (第7代ケリー男爵) （1410年ごろ没）
- トマス・フィッツモーリス (第8代ケリー男爵) （1469年没）
- エドマンド・フィッツモーリス (第9代ケリー男爵) （1498年没）
- エドマンド・フィッツモーリス (第10代ケリー男爵) （1543年没）
- エドマンド・フィッツモーリス (第11代ケリー男爵) （1541年没）
  - 1537年、Viscount Kilmaule[訳語疑問点] に叙爵

### キルモール子爵（1537年）
- エドマンド・フィッツモーリス (初代キルモール子爵) （1541年没）
  - 1541年、断絶。

### ケリーおよびリックナウ男爵 （1223年ごろ、続き）
- パトリック・フィッツモーリス (第12代ケリー男爵) （1547年没）
- トマス・フィッツモーリス (第13代ケリー男爵) （1549年没）
- エドマンド・フィッツモーリス (第14代ケリー男爵) （1549年没）
- ジェラルド・フィッツモーリス (第15代ケリー男爵) （1550年没）
- トマス・フィッツモーリス (第16代ケリー男爵)（英語版） （1502年ごろ - 1590年）
- パトリック・フィッツモーリス (第17代ケリー男爵)（英語版） （1541年ごろ - 1600年）
- トマス・フィッツモーリス (第18代ケリー男爵)（英語版） （1574年 - 1630年）
- パトリック・フィッツモーリス (第19代ケリー男爵) （1595年 - 1661年）
- ウィリアム・フィッツモーリス (第20代ケリー男爵) （1633年 - 1697年）
- トマス・フィッツモーリス (第21代ケリー男爵) （1668年 - 1741年）
  - 1723年、ケリー伯爵に叙爵

### ケリー伯爵 （1723年）
- トマス・フィッツモーリス (初代ケリー伯爵) （1668年 - 1741年）
- ウィリアム・フィッツモーリス (第2代ケリー伯爵) （1694年 - 1747年）
- フランシス・トマス＝フィッツモーリス (第3代ケリー伯爵)（英語版） （1740年 - 1818年）
- ヘンリー・ペティ＝フィッツモーリス (第3代ランズダウン侯爵・第4代ケリー伯爵) （1780年 - 1863年）
  - 以降はランズダウン侯爵を参照。